# Groninger Veenkoloniën

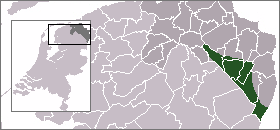
De Groninger Veenkoloniën

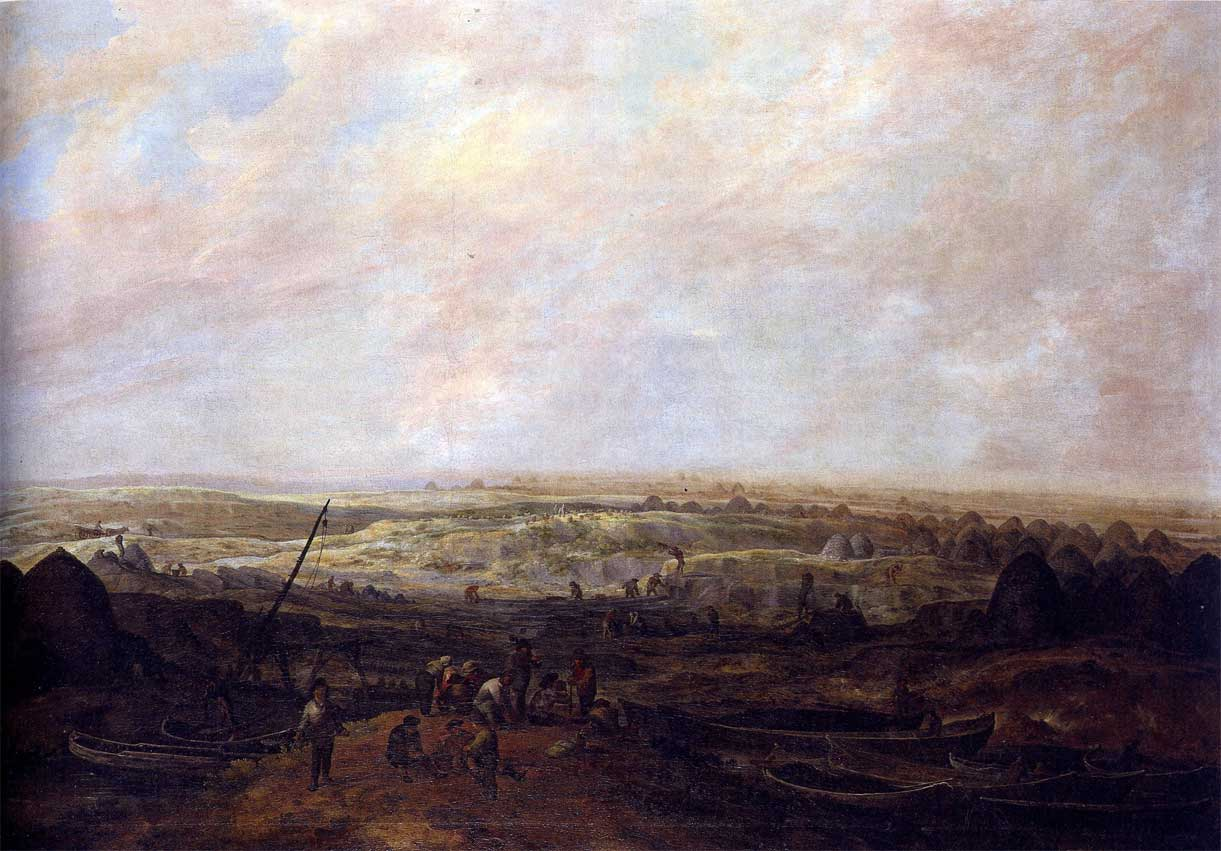
De ontginning van het hoogveen, waarschijnlijk in de buurt van Wildervank omstreeks 1650, geschilderd door Jacobus Sibrandi Mancadan

De Groninger Veenkoloniën, of kortweg de Veenkoloniën, is de naam van een gebied in het zuidoosten van de provincie Groningen (Oost-Groningen). Het omvat het grondgebied van de voormalige gemeente Hoogezand-Sappemeer (nu onderdeel van de gemeente Midden-Groningen) en de gemeenten Veendam, Pekela en Stadskanaal en een deel van de voormalige gemeenten Menterwolde (ook onderdeel van de gemeente Midden-Groningen) en Vlagtwedde (nu onderdeel van de gemeente Westerwolde). Het voorvoegsel Groninger slaat daarbij niet op de provincie, maar op de stad Groningen, die de regie voerde over de vervening. Het waren als het ware koloniën van de stad. In een aantal plaatsen (onder meer Stadskanaal) is dat bijvoorbeeld nog terug te vinden in het gemeentewapen en de gemeentevlag.
Tot in de zeventiende eeuw was het een vrijwel onbewoonde streek waar alleen langs de randen op kleine schaal turf werd gewonnen. Sindsdien is vrijwel alle turf afgegraven en is er een compleet nieuw landschap ontstaan, gedomineerd door lintbebouwing langs deels alweer gedempte kanalen.

## Veen
De huidige veenkoloniën liggen in de historische landschappen Gorecht alsook in het Oldambt, en voor een klein deel in Westerwolde. De stad Groningen wist in de late Middeleeuwen in al deze gebieden het gezag te verwerven. De gebieden stonden sindsdien bekend als de stadsjurisdicties.
Een groot deel van deze landschappen werd gevormd door een groot hoogveencomplex dat bekendstond als het Bourtangermoeras. Dit strekte zich uit van de Eems in het oosten, de Dollard in het noorden tot de Hondsrug in het zuidwesten. Het gebied was grotendeels onbegaanbaar, alleen in Westerwolde, op een smalle zandrug, was er sprake van enige bewoning.
Al in de vroege Middeleeuwen werd er op kleine schaal turf gestoken. Deels als randveenontginning, deels op iets grotere schaal door de kloosters die een aanzienlijk deel van het gebied in eigendom hadden. In de zestiende eeuw, en met name in de daarop volgende Gouden eeuw, nam de vraag naar turf explosief toe. Dat was aanleiding tot het op grotere schaal in productie brengen van hoogveengebieden.

## Het begin, Hoogezand, Sappemeer en Pekela
De eerste Veencompagnieën ontstonden rond de tijd van de Tachtigjarige Oorlog, met name rond Heerenveen in Friesland. Na de Reductie van Groningen in 1594 kwamen alle kloostergoederen, ook de uitgestrekte hoogveengebieden, aan het nieuwe gewest Stad en Lande. De stad kreeg 25% van alle kloostergoederen en had een voorkeur voor goederen die in de Stadsjurisdicties lagen. Een groot deel van het hoogveengebied werd daarmee eigendom van de stad, terwijl de stad ook het gezag over deze gebieden uitoefende. De stad verkreeg daardoor een uitstekende positie om de regie te nemen bij het in productie brengen van het grootste hoogveencomplex in Nederland. Door de aankoop van soms kleine, maar steeds strategisch gelegen gronden wist de stad haar invloed steeds verder uit te bouwen.
De eerste poging van de stad om invloed te krijgen op de winning van turf was een mislukking: de stad slaagde er niet in het zuidwestelijk deel van de provincie (het Westerkwartier) de veenderijen van de Ommelander jonker Wigbolt van Ewsum in handen te krijgen. Die was in de zestiende eeuw begonnen met het in productie brengen van het veencomplex rond zijn borg Nienoord. Wigbolt had zich echter verkeken op de financiële kant van de zaak en had zijn bezittingen na een faillissement moeten afstoten.
In het Gorecht en het Oldambt was de uitgangspositie van de stad echter veel beter. De stad was al verbonden met de Hunze sinds het graven van het Schuitendiep, dat bij Roodehaan op de Hunze aansloot. In 1611 gaf het stadsbestuur opdracht om het Schuitendiep te verlengen tot Winschoten, sindsdien is het diep bekend als het Winschoterdiep.
De eerste particuliere initiatieven tot turfwinning ontstonden in het begin van de zeventiende eeuw. Bij het huidige Hoogezand was een compagnie uit Rhenen in Utrecht actief, en bij Pekela was de Pekelcompagnie begonnen met de turfwinning. De Utrechtse compagnie raakte in geldnood, waarna de stad haar kans schoon zag en het leeuwendeel van de Utrechtse concessie wist te verwerven. In de eerste helft van de 17e eeuw kregen negen heren uit de stad Groningen het recht "omme een partije veens in Sappemeer, 't Kleen of f Eggemeer in compagnie te moegen gebruiken", het contract daartoe werd in 1647 ondertekend en daarmee ging de Groninger of Borger Compagnie van start.

## Ommelanderwijk
Het gewest Stad en Lande dat gevormd was na de reductie van Groningen was een gedwongen huwelijk tussen stad en Ommeland. Het succes van de stad bij het openleggen van het veen werd door de Ommelander jonkers dan ook met de nodige jaloezie gadegeslagen. Een aantal van hen besloot de stad rechtstreeks te gaan beconcurreren door een eigen initiatief, Ommelanderwijk, op te zetten in de veengebieden.

## Bareveld en het Stadskanaal

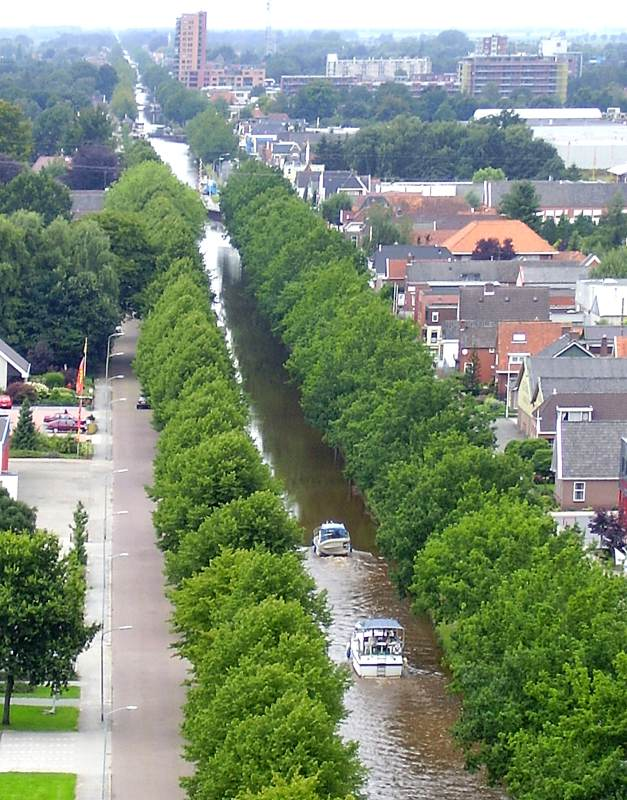
Het Stadskanaal tegenwoordig

Het Bourtangermoeras strekte zich uit tot over de provinciegrens met Drenthe. Het Drentse deel behoorde in eigendom aan de verschillende dorpsgemeenschappen op de Hondsrug. Deze hadden zich tot in de zeventiende eeuw beperkt tot kleinschalige randontginning, waarbij de turf werd afgevoerd over de Hunze. De Hunze was maar matig bevaarbaar, voor een grootschalige exploitatie van de Drentse venen was daarom een nieuwe verbinding nodig.
De stad had weinig belang bij een grootschalige exploitatie in Drenthe omdat daar een prijsdrukkend effect van werd verwacht. Maar als er wel in Drenthe turf gewonnen zou worden wilde de stad zeker stellen dat deze via Groningen verscheept zou worden. De meeste kanalen in het veengebied waren eigendom van de stad, maar het Bovendiep in Veendam en Wildervank vormde daarop een uitzondering. Dat diep liep tot Bareveld. Met de nodige manipulatie wist het stadsbestuur Huize Bareveld te verwerven en daarmee plannen om via het Bovendiep een route naar de Drentse venen aan te leggen effectief te blokkeren.
Het blokkeren van de route via het Bovendiep creëerde tegelijkertijd ook een probleem voor de stad. In het zuidoosten van de provincie lagen nog grote te ontginnen gebieden. Om die te ontsluiten was de stad begonnen met de aanleg in 1765 van het kanaal kanaal van de Stad tussen Bareveld en Ter Apel. De stedelijke regenten wilden dit nieuwe kanaal aansluiten op het Kieldiep, maar dan diende er bij Bareveld een verbinding gemaakt te worden. Die verbinding zou dan tevens het Bovendiep aansluiten. De oplossing werd uiteindelijk gevonden in Drenthe, waar Lambartus Grevijlink doende was met de ontginning van de Anner venen. Met hem werd overeenstemming bereikt over een verbinding via het Grevelingskanaal door de Anner venen dat aangesloten werd op het Kieldiep. Het kanaal van de Stad eindigde bij het voormalige klooster van Ter Apel, dat met de omliggende veengebieden sinds de Reductie eigendom was van de stad Groningen. Het 38 km lange kanaal was voltooid in 1856.

## Stadsmeierrecht
In eerste instantie was de stad aan het proces begonnen vanwege de turf. De stad had echter al snel door dat de gebieden ook na het afgraven van de turf hun waarde zouden behouden. Al in de eerste contracten liet de stad bepalingen opnemen dat de vervener er voor diende te zorgen dat na het exploiteren van de turf de overblijvende grond in cultuur gebracht moest worden. Dit was de zogenaamde dalgrond. Daarbij regelde de stad dat deze, relatief arme gronden bij voorkeur recht hadden op de mest die de stad zelf produceerde.
De gronden die de stad zelf in eigendom had werden na de turfwinning verhuurd. Daarbij hanteerde de stad een variant op een oud Friese rechtsfiguur, de beklemming, het zogenaamde stadsmeierrecht. De stad bleef eigenaar van de grond, maar de meier (huurder) had een dusdanig sterke positie dat deze voldoende kans kreeg om een succesvol landbouwbedrijf op te bouwen.

## Na de Franse tijd
De Franse tijd betekende het einde van de positie van de stad als heer over grote delen van de provincie. Ook de Veenkoloniën werden opgedeeld in gemeenten, waarmee de positie van de stad als openbaar bestuurder eindigde. Het privaatrechtelijk bezit van de stad werd door de nieuwe heersers echter ongemoeid gelaten, ook na de Franse tijd toen de nieuwe gemeenten ook in het Koninkrijk der Nederlanden bleven bestaan. Door het uitgestrekte bezit dat inmiddels was verworven kon de stad ook zonder heerlijke rechten nog steeds grotendeels bepalen welke ontwikkeling het gebied zou doormaken.
De oude veenkoloniën, met name Sappemeer en Oude Pekela hadden zich inmiddels ontwikkeld tot aanzienlijke dorpen waar ook na de turfwinning voldoende alternatieven gevonden waren, onder meer in de scheepsbouw, strokarton en de opkomende aardappelzetmeelindustrie. Voor Veendam, dat geen stadsbezitting was, gold dat in versterkte mate.

## Het einde van een periode
Zie ook: Veenkolonie, Dalgrond

## Cultuur
De Veenkoloniën hebben een eigen Gronings dialect: het Veenkoloniaals.
Dit dialect wordt overigens ook gesproken in de nabijgelegen Drentse veenkoloniën.